# 낯설고 먼
《낯설고 먼》(영어: Two Distant Strangers)은 미국에서 제작된 트래본 프리와 마틴 데즈먼드 로 감독의 2020년 SF 드라마 단편 영화이다. 조이 배드애스, 앤드루 하워드 등이 출연하였다.
2021년 3월, 넷플릭스에서 판권을 구매하여 이 영화를 4월 9일부터 넷플릭스를 통해 시청할 수 있게 했다.

## 줄거리
카터는 한 여성과 하룻밤을 보낸 후 반려동물이 기다리는 자신의 집으로 돌아가려고 한다. 문제는 백인 경찰의 과잉 진압으로 죽음을 반복한다는 것이다. 일생을 반복하는 순간마다 카터는 무언가를 깨닫고 그들과 진심으로 접촉하길 시도하는데...

## 출연
- 조이 배드애스 - 카터 제임스 역
- 앤드루 하워드 - 머크, 뉴욕 경찰국 경관 역
- 자리아 시몬 - 페리, 카터의 데이트 상대 역

## 같이 보기
- Black Lives Matter